# Liste des préfets de la Haute-Savoie
La liste des préfets de la Haute-Savoie répertorie les préfets du département français de la Haute-Savoie depuis sa création, le 15 juin 1860. Le siège de la préfecture se situe à Annecy.
Depuis le 23 août 2022, le préfet de la Haute-Savoie est Yves Le Breton.

## Second Empire
À partir de l'union de la Savoie à la France, en juin 1860, les préfets sont  :
- 11 juin 1860 - 14 juillet 1860 : Gustave-Léonard Pompon-Levainville ; fonction précédente : sous-préfet de l’arrondissement de Valenciennes (Nord)
- 14 juillet 1860 - 10 mai 1861 : Anselme Pétetin
- 10 mai 1861 - 29 décembre 1866 : Joseph Louis Ferrand
- 29 décembre 1866 - 23 octobre 1869 : Charles-Louis vicomte de Gauville
- 23 octobre 1869 - 8 novembre 1869 : Théodore Camille Vougy
- 8 novembre 1869 - 6 septembre 1870 : Paul Antoine Laire

## IIIeRépublique
- 6 septembre 1870 - 26 mai 1873 : Jules Philippe[2]
- 1873 - 1875 : Louis Peloux[3]
- 1875 - 1876 : Jules Breynat
- 1876 : Sanial du Fay
- 17 juin 1876 - 19 mai 1877 : Jean Louis Ernest Camescasse[2]
- 1877 : Jean-Joseph Blanchet
- 1877 - 1879 : Hippolyte Rousseau
- 15 mars 1879 - 9 janvier 1880 : Jean Charles François Roussel-Despierres[2]
- 1880 : Lefebvre du Grasriez
- 1882 - 1883 : Isaï Levaillant
- 1883 - 25 avril 1885 : Périclès Grimanelli
- 25 avril 1885-11 novembre 1886 : Charles Marie Joseph Bardon (Préfet de l'Aveyron). Nommé préfet de la Haute-Savoie
- 1886 - 1889 : Paul Granet
- 1889 : Charles Dumoulin
- 1890 : François Masclet
- 1898 : Simon Émile Moussard[4]
- 1902 : Romain Tenot
- 1908 : Léon Pommeray
- 1911 : Fernand Carles (non installé)
- 1911 - 1912 : Henri Richard
- 1912 : Georges Surugue
- 1917 : Adrien Minier
- 1920 : Pierre Trouillot
- 1925 : Gabriel Richard
- 1929 : Marie-Léon Marty
- 1930 : Armand Juillet
- 1932 : Charles Morelet
- 1932 : Jean Surchamp
- 1935 : Louis Martin
- 1938 - 1940 : Lucien Coudor
- 25 septembre 1940 - 6 février 1941 : Louis Bor
- 16 février 1941 - Septembre 1943 : Édouard Dauliac[5]
- 1943 : Henri Trémeaud (06/05 au 25/06)
- 1943 : Jules Mariacci (intérim du 26/06 au 25/07)
- 1943 : Chopin (révoqué le 26/07)
- 1943 : Henri Trémeaud (27/07 au 22/11/1943 date de son arrestation par la Gestapo)
- 1943 : Charles Marion (général arrivé le 27/12, arrêté par le CDL le 19 août 1944 et exécuté en novembre 1944)
- 1944 : Ulysse Bouvet (intérim)
- 1944 : Georges Ostier (intérim)
- 1944 : Irénée Revillard

## IVeRépublique
- 1948 : Paul Canet
- 1955 : Raymond Jacquet

## VeRépublique
| Période           | Période           | Identité                 | Fonction précédente                                                    | Observation                                                            |
| ----------------- | ----------------- | ------------------------ | ---------------------------------------------------------------------- | ---------------------------------------------------------------------- |
| 1962              |                   | Bernard Patou            |                                                                        |                                                                        |
| 1968              |                   | Henri Coury              |                                                                        |                                                                        |
| 1972              |                   | Paul Cousseran           |                                                                        |                                                                        |
| 1974              |                   | Robert Hayem             |                                                                        |                                                                        |
| 1977              |                   | Alin Gerolami            |                                                                        |                                                                        |
| 1981              |                   | Jean-Pierre Foulquie     |                                                                        |                                                                        |
| 1983              |                   | Pierre Benazet           |                                                                        |                                                                        |
| 1985              |                   | Michel Gillard           |                                                                        |                                                                        |
| 1986              |                   | Jean Jouandet            |                                                                        |                                                                        |
| 1987              |                   | Gérard Déplace           |                                                                        |                                                                        |
| 1989              | 3 janvier 1992    | Michel Brizard           |                                                                        |                                                                        |
| 4 janvier 1992    | 24 juin 1993      | Jean-Paul Frouin         |                                                                        | Nommé Préfet de la Corse-du-Sud                                        |
| 12 juillet 1993   | 28 novembre 1994  | Pierre Steinmetz         | Préfet des Pyrénées-Orientales                                         | Nommé Préfet de la Réunion                                             |
| 28 novembre 1994  | 16 septembre 1996 | Michel Morin             | Préfet de la Martinique                                                | Nommé Préfet du Finistère                                              |
| 16 septembre 1996 | 15 juillet 1998   | Bernard Coquet           | Préfet de la Drôme                                                     |                                                                        |
| 15 juillet 1998   | 6 août 2002       | Pierre Breuil            |                                                                        | Nommé Préfet des Alpes-Maritimes                                       |
| 6 août 2002       | 16 décembre 2004  | Jean-François Carenco    | Préfet de la Guadeloupe                                                |                                                                        |
| 20 décembre 2004  | 9 juillet 2007    | Rémi Caron               |                                                                        | Nommé Préfet du Pas-de-Calais                                          |
| 18 juillet 2007   | 24 juillet 2009   | Michel Bilaud            | Préfet de la Charente                                                  |                                                                        |
| 24 juillet 2009   | 11 novembre 2010  | Jean-Luc Videlaine       |                                                                        |                                                                        |
| 11 novembre 2010  | 12 juillet 2012   | Philippe Derumigny       | Préfet de l'Indre                                                      |                                                                        |
| 12 juillet 2012   | 21 novembre 2016  | Georges-François Leclerc |                                                                        | Nommé Préfet des Alpes-Maritimes                                       |
| 21 novembre 2016  | 24 août 2020      | Pierre Lambert           | Préfet des Côtes-d'Armor                                               |                                                                        |
| 24 août 2020      | 7 juillet 2022    | Alain Espinasse          | Directeur de la modernisation et de l'administration territoriale      | Nommé Directeur de cabinet de la présidente de l'Assemblée nationale   |
| 23 août 2022      | 19 mars 2025      | Yves Le Breton           | Directeur général de l'Agence nationale de la cohésion des territoires | Sera nommé directeur général de l'Assemblée des Départements de France |
| 19 mars 2025      | -                 | Emmanuelle Dubée         | Préfète des Deux-Sèvres                                                | -                                                                      |